# 甲斐大泉車站
甲斐大泉車站 （日语：／ Kai-ōizumi eki */?）是由東日本旅客鐵道（JR東日本）所經營的鐵路車站，位於日本山梨縣北杜市，是JR東日本小海線沿線車站之一。以高海拔路線而聞名的小海線沿線有許多高度在JR車站中名列前茅的車站，而甲斐大泉則是以1,158公尺的海拔高度名列JR集團旗下所有車站中的第三名。在管理劃分上，甲斐大泉車站是位在JR東日本長野支社負責管轄的範圍內，站內的票務是委託附設在車站前的觀光介紹所代為經營，是一簡易委託車站。
本站曾經是北巨摩郡大泉村（已併入北杜市的舊行政區）的主要車站，位在鬆散的農村聚落中央，周遭零星散佈著民房與如簡易郵局之類的公共設施，山梨線道28號自車站東側以南北向穿越而過。近年來當地積極地推廣山區的休憩旅遊活動，開設了許多出租度假屋（Pension）與民宿，並逐漸開始盛行在此地區建置度假別墅的風氣。
車站周遭的甲斐大泉溫泉是個相對上歷史較短、以人工開鑿方式開發而出的溫泉區。命名為「廣景之湯」（パノラマの湯）的甲斐大泉溫泉並沒有溫泉街存在，而是在車站正面（南側）不遠處的村營旅館「八岳泉莊」（八ケ岳いずみ荘）處設有一可以眺望富士山的露天溫泉浴池，而成為當地頗受歡迎的觀光點。

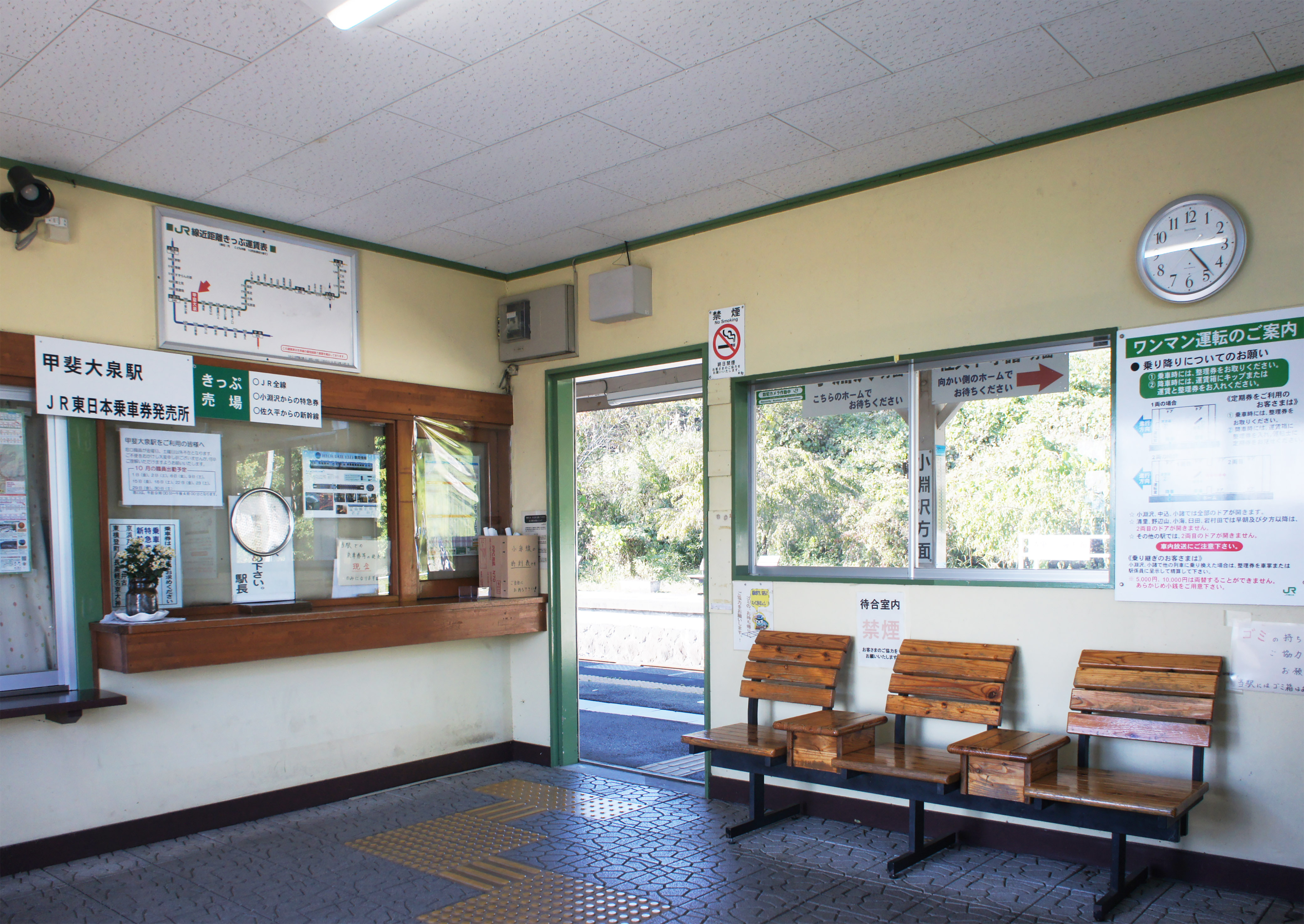
車站內部(2021年10月)

## 車站結構

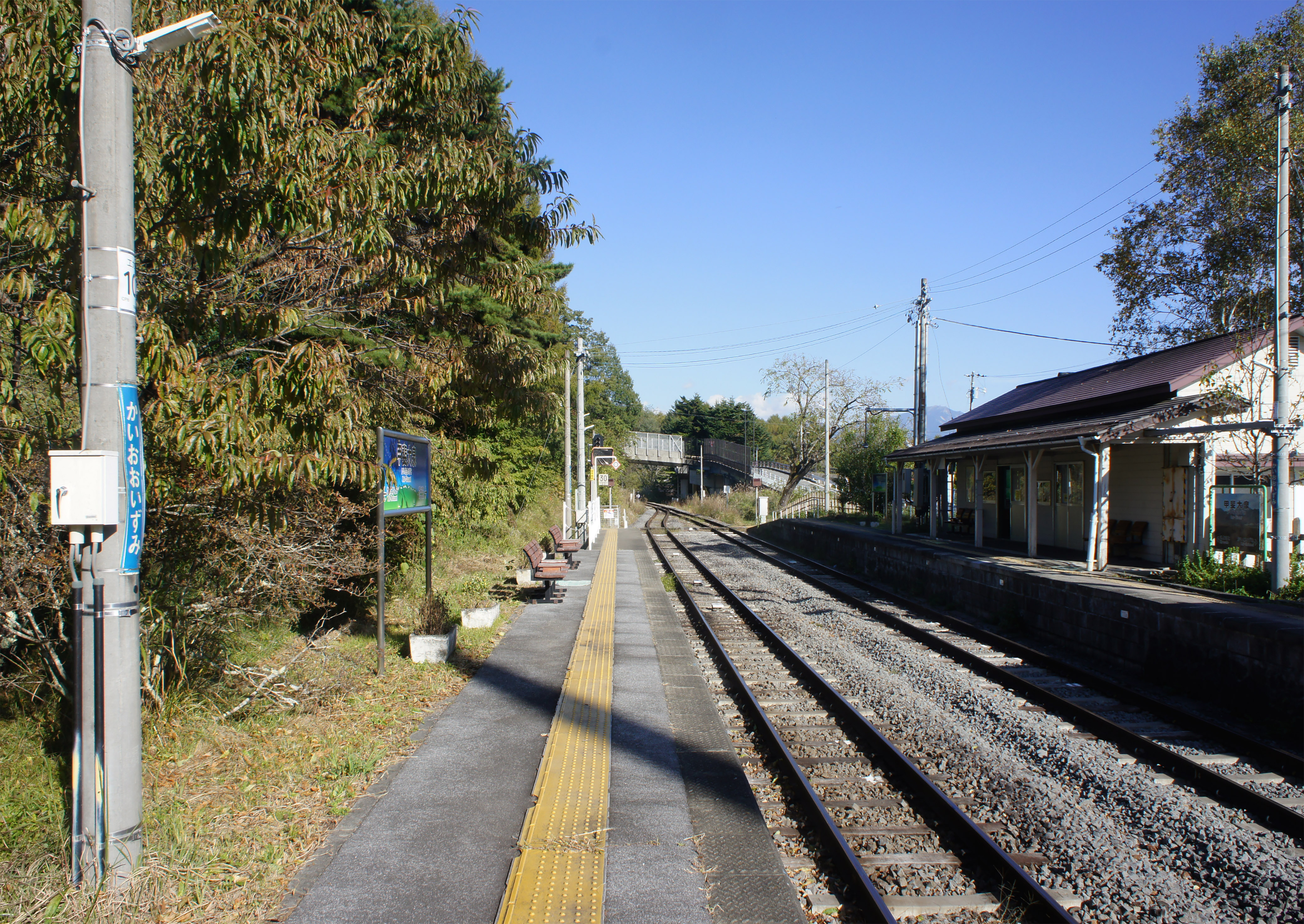
月台(2021年10月)

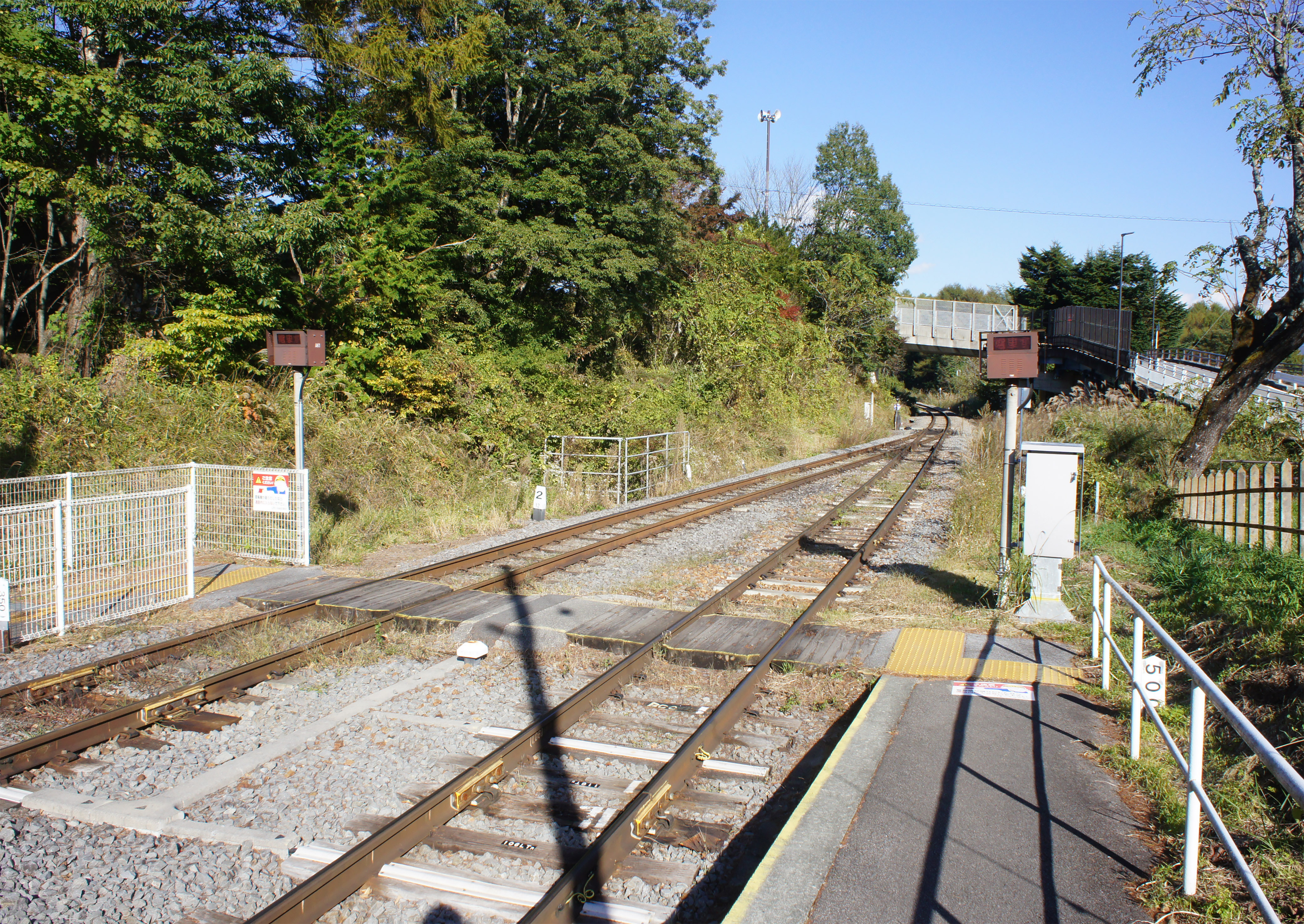
平交道(2021年10月)

站內設有一對對向式月台共兩條乘車線，二者之間是以站內人行平交道互相連結。由當地觀光介紹所代為經營票務櫃臺的車站內，設有票務終端系統（POS端末）與可以容納輪椅進出的廁所設施。

### 月台配置
| 月台       | 路線    | 方向 | 目的地         |
| ---------- | ------- | ---- | -------------- |
| （站舍側） | ■小海線 | 上行 | 小淵澤方向     |
| （對側）   | ■小海線 | 下行 | 小海、小諸方向 |

（來源：JR東日本:車站構內圖）

## 歷史
- 1933年7月27日：隨國鐵小海南線小淵澤至清里間的路段通車，本站啟用[3]。
- 1987年4月1日：國鐵分割民營化，由JR東日本繼承。

## 使用情況
根據JR東日本，2019年（令和元年）度1日平均上車人次為41人。
近年的推移如下表。
| 上車人次推移       | 上車人次推移     | 上車人次推移    |
| 年度               | 1日平均 上車人次 | 來源            |
| ------------------ | ---------------- | --------------- |
| 2000年（平成12年） | 69               | [ 利用客数 2 ]  |
| 2001年（平成13年） | 72               | [ 利用客数 3 ]  |
| 2002年（平成14年） | 69               | [ 利用客数 4 ]  |
| 2003年（平成15年） | 59               | [ 利用客数 5 ]  |
| 2004年（平成16年） | 66               | [ 利用客数 6 ]  |
| 2005年（平成17年） | 70               | [ 利用客数 7 ]  |
| 2006年（平成18年） | 70               | [ 利用客数 8 ]  |
| 2007年（平成19年） | 72               | [ 利用客数 9 ]  |
| 2008年（平成20年） | 79               | [ 利用客数 10 ] |
| 2009年（平成21年） | 73               | [ 利用客数 11 ] |
| 2010年（平成22年） | 71               | [ 利用客数 12 ] |
| 2011年（平成23年） | 78               | [ 利用客数 13 ] |
| 2012年（平成24年） | 76               | [ 利用客数 14 ] |
| 2013年（平成25年） | 90               | [ 利用客数 15 ] |
| 2014年（平成26年） | 76               | [ 利用客数 16 ] |
| 2015年（平成27年） | 74               | [ 利用客数 17 ] |
| 2016年（平成28年） | 59               | [ 利用客数 18 ] |
| 2017年（平成29年） | 62               | [ 利用客数 19 ] |
| 2018年（平成30年） | 55               | [ 利用客数 20 ] |
| 2019年（令和元年） | 41               | [ 利用客数 1 ]  |

## 相鄰車站
東日本旅客鐵道
■小海線
甲斐小泉－甲斐大泉－清里

## 外部連結
- 車站資訊（甲斐大泉）：東日本旅客鐵道

35°53′46.50″N 138°24′34.66″E / 35.8962500°N 138.4096278°E